# Tropical Nights (альбом)
Tropical Nights — восьмой студийный альбом американской актрисы и певицы Лайзы Миннелли, выпущенный 15 августа 1977 года на лейбле Columbia Records.

## Об альбоме
Предыдущий студийный альбом певицы вышел в 1973 году, далее следовал концертный альбом и съёмки в различных проектах. В 1977 году Миннелли только закончив сниматься в фильме «Нью-Йорк, Нью-Йорк» и мюзикле «Действо», почти сразу приступила к записи нового лонгплея. Продюсерами записи выступили Рик Пеннонен и Стив Марч. На новом альбоме Миннелли попыталась смешать популярную на тот момент диско-музыку, поп-музыку и джаз. Большинство песен на альбоме были написано Джимом Грейди.
Альбом оказался коммерческим провальным, не попав в чарты.

## Отзывы критиков
Неудачу альбома известный музыкальный критик Уильям Рульман связал, прежде всего, с занятостью Миннелли в сфере развлечений в середине 1970-х годов; у неё попросту не было достаточного времени для разработки и рекламы альбома Tropical Nights. Он также предположил, что если бы лейбл Columbia Records и стал раскручивать альбом, то он всё равно не пользовался бы спросом. Попытка Миннелли выйти на мейнстримную диско-музыку, по его мнению, не удалась. Только последние две песни «Come Home Babe» и «A Beautiful Thing» он выделил как наиболее достойные внимания. По его мнению, этот альбом парализовал работу Минелли как студийной певицы на годы (следующий её студийный альбом Results выйдет только в 1989 году).

## Список композиций
| №  | Название                              | Автор(ы)                       | Длительность |
| -- | ------------------------------------- | ------------------------------ | ------------ |
| 1. | «Jimi Jimi»                           | Джим Грейди                    | 4:00         |
| 2. | «When It Comes Down to It»            | Минни Рипертон, Ричард Рудольф | 3:35         |
| 3. | «I Love Every Little Thing About You» | Стиви Уандер                   | 3:11         |
| 4. | «Easy»                                | Джим Грейди                    | 3:42         |
| 5. | «I’m Your New Best Friend»            | Джим Грейди, Дейв Миллер       | 3:04         |

| №                   | Название                                     | Автор(ы)                                          | Длительность |
| ------------------- | -------------------------------------------- | ------------------------------------------------- | ------------ |
| 6.                  | «Tropical Nights / Bali Ha’i»                | Марк Уинкер, Ричард Роджерс, Оскар Хаммерстайн II | 6:14         |
| 7.                  | «Take Me Through / I Could Come to Love You» | Джим Грейди                                       | 4:30         |
| 8.                  | «Come Home Babe»                             | Джим Грейди                                       | 3:24         |
| 9.                  | «A Beautiful Thing»                          | Джим Грейди                                       | 3:24         |
| Общая длительность: | Общая длительность:                          | Общая длительность:                               | 35:18        |